# Marvel Action
Marvel Action foi uma publicação mensal de histórias em quadrinhos, originalmente publicadas pela editora estadunidense Marvel Comics, distribuídas no Brasil pela Editora Panini. Diferente das edições americanas, que são todas publicadas individualmente, é costume no Brasil lançar as séries nos chamados "mix", contendo várias edições originais em cada edição nacional. Marvel Action abrigou as séries americanas Cavaleiro da Lua (Moon Knight), Demolidor (Daredevil), Hulk, Justiceiro: Diário de Guerra (Punisher War Journal) e Pantera Negra. A revista também cedeu espaço às minisséries Justiceiro vs. Mercenário (Punisher vs. Bullseye), Dr. Estranho (Dr. Strange: The Oath) e Union Jack.
Marvel Action iniciou sua publicação em janeiro de 2007 em substituição ao título Demolidor, cancelado em dezembro de 2006. Com seu cancelamento, em outubro de 2009, as séries Demolidor e Hulk passaram a integrar o mix de Universo Marvel

## Publicação pela Panini Comics

### Marvel Action (2007-2009)

#### Séries
- Black Panther (#01-#13; #15; #17-#18; #21-#24; #26-#31)
- Black Panther Annual (#25)
- Daredevil (#01-#07; #11-#25; #28; #30-#33)
- Daredevil Annual (#26)
- Daredevil: Blood Of The Tarantula (#29)
- Dr. Strange: The Oath (#07-#10)
- Hulk (#29-#31; #33-#34)
- I ♥ Marvel: Marvel Ai (#01)
- King-Size Hulk(#32)
- Marvel Comics Presents (#22; #34)
- Moon Knight (#01-#06; #11-#12; #14-#16; #19; #23-#25; #27-#28)
- Moon Knight Annual (#20)
- Punisher vs. Bullseye (#02-#06)
- Punisher War Journal (#11-#14; #16-#27; #29-#34)
- Union Jack (#07-#10)

#### Edições
| Edição nacional | História 1               | História 2                | História 3                        | História 4                | Data de publicação |
| --------------- | ------------------------ | ------------------------- | --------------------------------- | ------------------------- | ------------------ |
| #01             | Daredevil #82            | Black Panther #10         | Moon Knight #01                   | I ♥ Marvel: Marvel Ai     | jan 07             |
| #02             | Daredevil #83            | Black Panther #11         | Moon Knight #02                   | Punisher vs. Bullseye #01 | fev 07             |
| #03             | Daredevil #84            | Black Panther #12         | Moon Knight #03                   | Punisher vs. Bullseye #02 | mar 07             |
| #04             | Daredevil #85            | Black Panther #13         | Moon Knight #04                   | Punisher vs. Bullseye #03 | abr 07             |
| #05             | Daredevil #86            | Black Panther #14         | Moon Knight #05                   | Punisher vs. Bullseye #04 | mai 07             |
| #06             | Daredevil #87            | Black Panther #15         | Moon Knight #06                   | Punisher vs. Bullseye #05 | jun 07             |
| #07             | Daredevil #88            | Black Panther #16         | Dr. Strange: The Oath #01         | Union Jack #01            | jul 07             |
| #08             | Black Panther #17        | Black Panther #18         | Dr. Strange: The Oath #02         | Union Jack #02            | ago 07             |
| #09             | Black Panther #19        | Dr. Strange: The Oath #03 | Dr. Strange: The Oath #04         | Union Jack #03            | set 07             |
| #10             | Black Panther #20        | Black Panther #21         | Dr. Strange: The Oath #05         | Union Jack #04            | out 07             |
| #11             | Punisher War Journal #01 | Black Panther #22         | Moon Knight #07                   | Daredevil #89             | nov 07             |
| #12             | Moon Knight #08          | Black Panther #23         | Punisher War Journal #02          | Daredevil #90             | dez 07             |
| #13             | Punisher War Journal #03 | Black Panther #24         | Black Panther #25                 | Daredevil #91             | jan 08             |
| #14             | Moon Knight #09          | Punisher War Journal #04  | Daredevil #92                     | Daredevil #93             | fev 08             |
| #15             | Daredevil #94            | Daredevil #95             | Black Panther #26                 | Moon Knight #10           | mar 08             |
| #16             | Daredevil #96            | Moon Knight #11           | Moon Knight #12                   | Punisher War Journal #05  | abr 08             |
| #17             | Daredevil #97            | Black Panther #27         | Black Panther #28                 | Punisher War Journal #06  | mai 08             |
| #18             | Daredevil #98            | Black Panther #29         | Punisher War Journal #07          | Punisher War Journal #08  | jun 08             |
| #19             | Punisher War Journal #09 | Daredevil #99             | Moon Knight #13                   | Moon Knight #13           | jul 08             |
| #20             | Daredevil #100           | Daredevil #100            | Moon Knight Annual #01            | Punisher War Journal #10  | ago 08             |
| #21             | Daredevil #101           | Black Panther #30         | Black Panther #31                 | Punisher War Journal #11  | set 08             |
| #22             | Punisher War Journal #12 | Black Panther #32         | Marvel Comics Presents #02        | Daredevil #102            | out 08             |
| #23             | Punisher War Journal #13 | Moon Knight #14           | Black Panther #33                 | Daredevil #103            | nov 08             |
| #24             | Daredevil #104           | Moon Knight #15           | Black Panther #34                 | Punisher War Journal #14  | dez 08             |
| #25             | Punisher War Journal #15 | Daredevil #105            | Black Panther Annual #01          | Moon Knight #16           | jan 09             |
| #26             | Daredevil Annual #01     | Daredevil Annual #01      | Black Panther #35                 | Punisher War Journal #16  | fev 09             |
| #27             | Punisher War Journal #17 | Black Panther #36         | Moon Knight #17                   | Moon Knight #18           | mar 09             |
| #28             | Daredevil #106           | Moon Knight #19           | Black Panther #37                 | Black Panther #38         | abr 09             |
| #29             | Hulk #01                 | Punisher War Journal #18  | Daredevil: Blood Of The Tarantula | Black Panther #39         | mai 09             |
| #30             | Hulk #02                 | Punisher War Journal #19  | Daredevil #107                    | Black Panther #40         | jun 09             |
| #31             | Hulk #03                 | Punisher War Journal #20  | Daredevil #108                    | Black Panther #41         | jul 09             |
| #32             | King-Size Hulk #01       | Daredevil #109            | Punisher War Journal #21          | Punisher War Journal #22  | ago 09             |
| #33             | Hulk #04                 | Daredevil #110            | Punisher War Journal #23          | Punisher War Journal #24  | set 09             |
| #34             | Hulk #05                 | Hulk #06                  | Marvel Comics Presents #25        | Punisher War Journal #25  | out 09             |